# Тамара Смирнова
Тамара Михайловна Смирнова е съветска (украинска, после руска) астрономка, откривателка на малки планети.

## Биография
Родена е на 15 ноември 1935 г. в Геническ, Украинска ССР, СССР.
Между 1966 и 1988 г. е научен сътрудник в Института по теоретична астрономия в Ленинград от Академията на науките на СССР с месторабота в Кримската астрофизическа обсерватория.
Смирнова открива 135 астероида (малки планети) – включително 1 астероид заедно с колежката си Людмила Черних, както и краткопериодическата комета заедно с колегата си Николай Черних, наречена на тях 74P / Смирнова – Черних. Един от откритите от нея астероиди (3862 Агекян) е наречен на астронома Т. Агекян.
Нарича 2 астероида, открити от нея, с български имена – 2575 България, от 4 август 1970 г., и 2371 Димитров (в чест на Георги Димитров), от 2 ноември 1975 г.
В знак на признание на нейните заслуги астероид, открит от нея, е наименуван в нейна чест 5540 Смирнова от Института по теоретична астрономия.
Почива на 5 септември 2001 г. в Санкт Петербург, Русия.